# Джон Ідензор Літлвуд
Джон І́дензор (Іденсор) Лі́тлвуд (англ. John Edensor Littlewood; 9 червня 1885, Рочестер, Кент, Велика Британія — 6 вересня 1977, Кембридж, Велика Британія) — англійський математик.

## Життєпис
Літлвуд навчався в школі Св. Павла у Лондоні, одним з його викладачів був Ф. С. Маколей, відомий своїм внеском в теорію ідеалів. Пізніше він навчався у Триніті-коледжі в Кембриджі та був одним з найкращих випускників (Senior Wrangler) 1905 року. Він став співробітником факультету (Fellow of Trinity College) у 1908 році, та, за винятком трьох років викладання в університеті Манчестера, вся його кар'єра пройшла в Кембриджі.
Літлвуд став професором математики цього університету у 1928 році та вийшов на пенсію у 1950 році.
Літлвуд був членом Королівського товариства від 1916 року, отримав за своє життя Королівську медаль (Royal Medal, 1929), Медаль Сільвестра (Sylvester Medal, 1943) та медаль Коплі (1958). Він був президентом Лондонського математичного товариства від 1941 до 1943 року, нагороджений медаллю де Моргана (De Morgan Medal) у 1938 році та премією Бервіка (Senior Berwick Prize) в 1960 році.
Основні праці самого Літлвуда стосуються математичного аналізу та теорії чисел. Ще в юності він показав, що коли гіпотеза Рімана справджується, то справджується й теорема про розподіл простих чисел. Також багато його праць належать до тієї галузі математики, що пізніше стала називатися теорією динамічних систем.
Більшість праць Літлвуд виконав у співавторстві з Ґ. Гарді. Вони висунули першу та другу гіпотези Гарді-Літлвуда стосовно оцінок розподілів простих чисел. Літлвуд проявив себе як талановитий педагог, його книга «Нерівності» написана разом з Гарді та Поя стала класичною. Також він зробив внесок у популярну математику.
Серед його учнів найвідомішими є С. Рамануджан та П. Свіннертон-Даєр.
На честь вченого названо астероїд 26993 Літлвуд.

## Перекладені книги
- Харди Г. Г., Литлвуд Дж. Е., Пойа Г. Неравенства / Перевод с английского В. И. Левина с дополнениями В. И. Левина и С. Б. Стечкина. — М.: Иностранная литература, 1948. — 456 с. (рос.)
- Литлвуд Дж. Математическая смесь / пер. с англ. В. И. Левина. — 5-е изд., испр. — М.: Наука, 1990. — 144 с. (рос.)